# 蔣洲
蔣洲（？—1757年），字履軒，江蘇常熟縣人，中國清朝官員，曾任山西巡撫，因貪腐被處決。

## 生平
蔣洲爲大學士蔣廷錫之子。康熙六十一年（1722年）蔭生。初任主事，歷升戶部員外郎、刑部郎中。乾隆十八年（1753年）升任山西按察使，升布政使。乾隆二十二年（1757年），升任山西巡撫，隨即調山東，原職由塔永寧接替。塔永寧彈劾蔣洲貪污，虧欠庫銀萬兩之巨。蔣洲將行，急命冀寧道楊龍文、太原知府七賚札納賄彌補虧空。正值劉統勳自雲南返回，乾隆帝命統勳與塔永寧嚴查。蔣洲被解職，押送山西嚴查，罪狀確實，同年十一月定讞，遭到斬立決。下屬多名官員也被一道問罪。

## 延伸阅读
[在维基数据编辑]
 《清史稿/卷339》，出自趙爾巽《清史稿》

## 外部連結
- 贪官落网记 “最短命”的山东巡抚蒋洲 （页面存档备份，存于）